# Il crimine di padre Amaro
Il crimine di padre Amaro (El crimen del padre Amaro) è un film del 2002 diretto da Carlos Carrera, basato sul romanzo del 1875 La colpa di don Amaro (O crime do padre Amaro) scritto da José Maria Eça de Queirós. Ha ricevuto una candidatura ai Premi Oscar 2003 per il miglior film straniero.

## Trama
Il novizio padre Amaro (Gael García Bernal), di soli ventiquattro anni, viene inviato nella piccola parrocchia di "Los Reyes" come cappellano per aiutare il parroco padre Benito. Il giovane nota la corruzione dei governanti locali e dello stesso padre Benito, in affari con i narcotrafficanti del paese. Nello stesso tempo è attratto dalla giovane catechista Amelia (Ana Claudia Talancón), la figlia adolescente della locandiera Augustina (Angélica Aragón) con la quale il padre Benito ha una relazione segreta. In breve tempo Amelia e padre Amaro diventano amanti in una piccola stanza nella casa del sacrestano, che ha una figlia con gravi disturbi motori, a cui Amelia insegna catechismo. Ma quando la ragazza rimane incinta il giovane parroco cercherà una soluzione estrema.

## Accoglienza
Il film fu ampiamente contestato dalla Chiesa cattolica in Messico che cercò di impedirne l'uscita nelle sale e invitò i fedeli a non andare al cinema. Il tentativo fallì e gli incassi furono i più alti nella storia del cinema messicano fino ad allora.
Il film ha ricevuto oltre 36 candidature per vari premi cinematografici, fra cui una nomination ai Premi Oscar, ai Golden Globe e ai Premi Goya per il miglior film straniero. I premi vinti sono stati 21.

## Premi e candidature
- 2003 - Premio Oscar
  - Nomination Miglior film straniero
- 2003 - Golden Globe
  - Nomination Miglior film straniero
- 2003 - Premio Goya
  - Nomination Miglior film straniero in lingua spagnola
- 2003 - Premio Ariel
  - Vinto Golden Ariel al miglior film
  - Vinto Miglior regia
  - Vinto Miglior adattamento
  - Vinto Miglior montaggio
  - Vinto Miglior suono
  - Vinto Migliori costumi
  - Vinto Migliore attrice non protagonista a Angélica Aragón
  - Vinto Migliore attore non protagonista a Damián Alcázar
  - Vinto Migliore attore in un ruolo minore a Gastón Melo
  - Nomination migliore attrice a Ana Claudia Talancón
  - Nomination migliore attore in un ruolo minore a Ernesto Gómez Cruz
  - Nomination migliore scenografia
  - Nomination miglior trucco
- 2003 - Chicago Film Critics Association
  - Nomination Miglior attore promettente a Gael García Bernal
- 2003 - Festival internazionale del cinema di Guadalajara
  - Vinto Migliore colonna sonora
  - Vinto Miglior attore a Damián Alcázar
- 2003 - Premio ACE
  - Vinto Miglior film
  - Vinto Miglior attrice a Ana Claudia Talancón
  - Vinto Miglior attore non protagonista a Sancho Gracia
- 2003 - MTV Movie Awards Messico
  - Vinto Miglior attore a Gael García Bernal
  - Nomination Miglior film
  - Nomination migliore attrice a Ana Claudia Talancón
  - Nomination scena più sexy (Ana Claudia Talancón e Gael García Bernal)
  - Miglior antagonista a Luisa Huertas
- 2003 - Gold Derby Awards
  - Nomination Miglior film in lingua straniera
- 2003 - Mexican Cinema Journalists
  - Vinto Miglior film
  - Vinto Miglior regia
  - Vinto Migliore attore a Gael García Bernal
  - Vinto Miglior fotografia
- 2002 - International Istanbul Film Festival
  - Nomination Tulipano d'oro al miglior film straniero
- 2002 - Festival internazionale del cinema di San Sebastián
  - Nomination Concha de Plata al miglior regista
- 2002 - Havana Film Festival 
  - Vinto Miglior sceneggiatura
- 2002 - National Board of Review of Motion Pictures
  - Vinto Miglior film straniero